# HMS Dasher (D37)
Pour les autres navires du même nom, voir HMS Dasher.
Pour les articles homonymes, voir D37.
Le HMS Dasher (D37) est un porte-avions d'escorte britannique de la classe Avenger durant la Seconde Guerre mondiale. Comme les autres porte-avions de sa classe, il est issu d'un cargo américain de type C3 transformé fin 1941 et il est transféré à la Royal Navy en juillet 1942. Il coule  le 27 mars 1943 dans le Firth of Clyde, au sud-ouest de l'Écosse, à la suite d'une explosion accidentelle encore mal expliquée aujourd'hui, tuant 379 des 528 marins à bord.

## Conception et description
Les quatre porte-avions d'escorte de la classe Avenger sont à l'origine des cargos de type C3. Leur conception était basée sur la classe de porte-avions américain Long Island. Ils ont été construits par les chantiers Sun Shipbuilding à Chester en Pennsylvanie ; quatre chantiers vont alors convertir les Rio Hudson, Rio Parana, Rio de la Plata et Rio de Janeiro en porte-avions d'escorte,  respectivement HMS Avenger,  HMS Biter (le futur Dixmude français), USS Charger et HSS Dasher, à partir d'avril 1941.
La quille du Rio de Janeiro fut posée le 14 mars 1940 au chantier naval Sun Shipbuilding & Drydock Co., à Chester en Pennsylvanie. Il est lancé le 12 avril 1941. 7 mois plus tard, le 22 novembre 1941, il est acheté par l'US Navy pour le convertir en porte-avions d'escorte dans le cadre de la loi Lend-Lease. Sa conversion est réalisée par les chantiers Todd Pacific Shipyards. Le 2 juillet 1942, il est transféré dans la Royal Navy et mis en service à Hoboken dans le New Jersey sous le nom de HMS Dasher, quatrième navire de la Royal Navy à porter ce nom.
Le porte-avions avait un effectif de 555 hommes (personnel navigant compris), une longueur hors-tout de 150 m, un maître-bau de 21 m et une hauteur de 8,10 m. Il avait un déplacement de 10 366 tonnes et un port en lourd de 15 125 tonnes à pleine charge. Le pont d'envol était long de 410 pieds (125 m) et il possédait un petit îlot situé à tribord. Il disposait de réservoirs d'une capacité de 39 000 gallons US (147 631 litres) (90 000 gallons US soit 340 687 litres pour le Charger) qui lui conférait une autonomie de 15 000 milles marins (27 800 km) (respectivement 26 340 milles marins (48 780 km)) à 15 nœuds (28 km/h). Quatre moteurs diesel Sun-Doxford développant au total 8 500 ch permettaient au porte-avions d'atteindre les 16,5 nœuds (31 km/h). Le porte-avions était équipé de trois canons anti-aériens canons QF de 4 pouces à double usage montés à la verticale et quinze canons de 20 mm Oerlikon. Son aéronef se composait de quinze avions, dont des Grumman F4F Wildcat, des avions de chasse Hawker Hurricane et des Fairey Swordfish, notamment pour la lutte anti-sous-marine. Il était également équipé de 3 brins d'arrêt et 1 catapulte H2 hydraulique.

## Historique
Le Dasher est opérationnel dans la Royal Navy le 2 juillet 1942. Le même mois, durant les essais, un incendie se déclare. Il est de nouveau envoyé aux chantiers navals.
Le 30 août 1942 après ses réparations, il quitte la Clyde au sud-ouest de l'Écosse avec les Swordfish du 837 Naval Air Squadron (en) en accompagnant le convoi HX 205. Le 11 septembre 1942, il est de nouveau modifié, dans la Clyde, pour sa mise en service opérationnel.
Le 27 octobre 1942, il participe à l'opération Torch, le débarquement allié en Afrique du Nord. Le porte-avions quitte la Clyde pour la Méditerranée avec les Sea Hurricane du 804 Naval Air Squadron (en) et du 809 Naval Air Squadron (en), pour prendre part avec l'Eastern Naval Task Force au soutien des débarquements. Le 8 novembre 1942, les Sea Hurricane escortés par des Albacore attaquent l'aérodrome de la Senia en Algérie. D'autres appareils effectuent des Tactical Reconnaissance et des attaques Combat Air Patrol. Le lendemain, des Target Area Combat Air Patrol et des Combat Air Patrol sont effectués. Au total 30 sorties sont réalisées en deux jours d'opérations.
Vers la mi-novembre, le Dasher quitte Gibraltar pour l'Angleterre avec le convoi MKF 1. Le 20 novembre, il arrive à Liverpool pour quelques réparations: une mise en place d'une salle d'opérations de défense aérienne et un agrandissement de son poste de pilotage, allongé de 13 mètres. À la fin des travaux, il est affecté à la Home Fleet.
À son arrivée à Scapa Flow le 1er février 1943, le Dasher participe à des entraînements pour de futures opérations d'escorte. Le 15 février, il repart en opération avec des Sea Hurricanes du 891 Naval Air Squadron (en) et des Swordfish du 816 Naval Air Squadron (en) / 837 Naval Air Squadron (en), pour prendre part à l'escorte du convoi JW 53 pour le nord de la Russie. Deux jours plus tard, il subit de graves dommages météorologiques au large de l'Islande et part à Dundee en Écosse pour des réparations. Malgré les attaques de 30 avions ennemis, les 22 navires (28 selon une autre source) arrivent à destination en toute sécurité.

## Explosion et naufrage

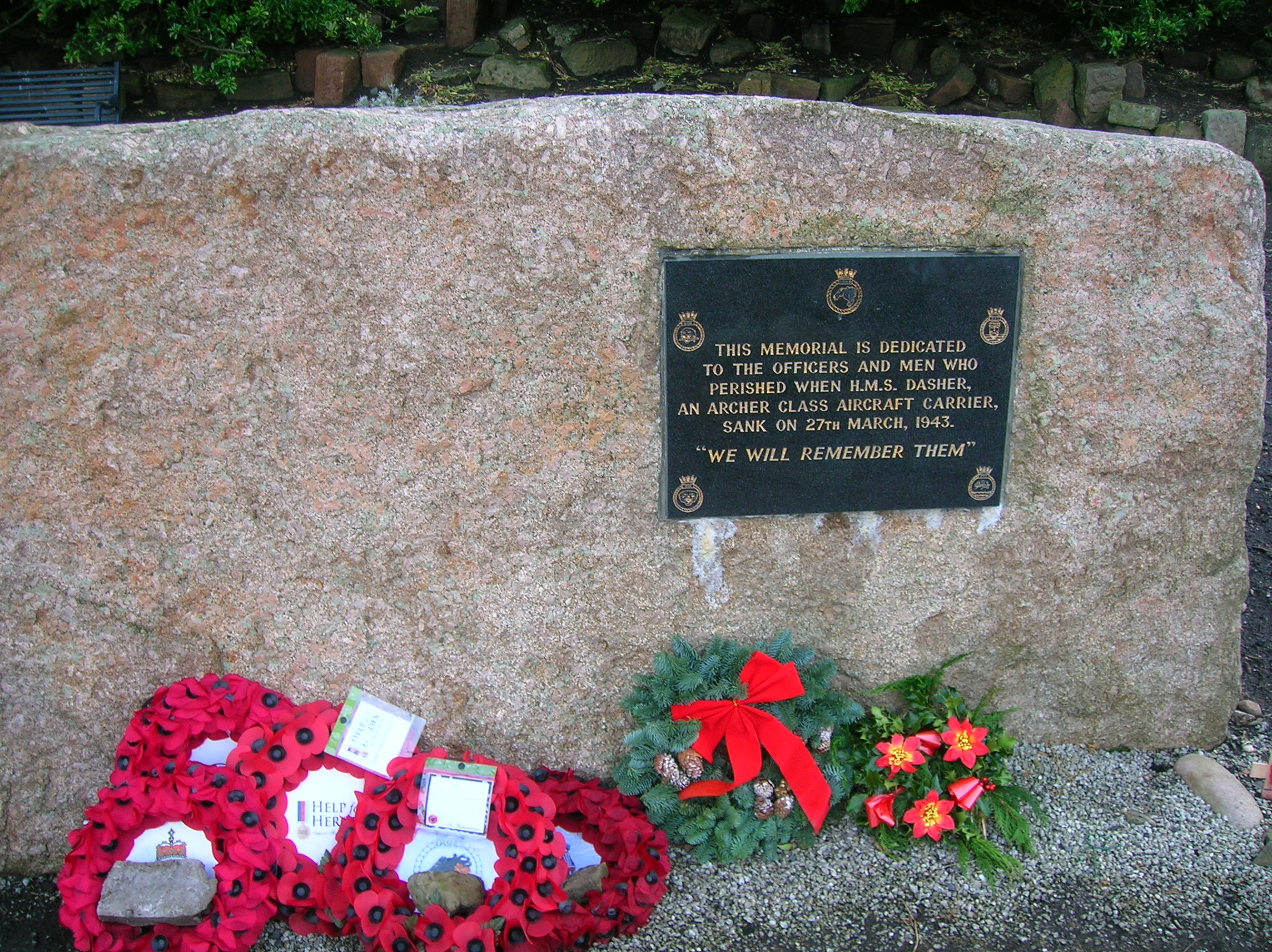
Mémorial à Ardrossan.

Le 24 mars 1943 après des réparations, il recommence à naviguer dans les zones de la Clyde. Le 27 mars 1943, il coule en trois minutes seulement dans le Firth of Clyde au large de l'île de Little Cumbrae, à la position 55° 40′ N, 4° 57′ O, à la suite d'une explosion interne massive. 379 des 528 hommes à bord disparaissent, ce qui en fait le naufrage le plus meurtrier dans les eaux britanniques. Beaucoup ont réussi à s'échapper du navire mais sont morts d'hypothermie ou de brûlures, notamment causées lorsque le combustible répandu sur l'eau s'est enflammé. La quasi-totalité des marins morts dans le naufrage ont été enterrés à Ardrossan ou à Greenock en Écosse.
Diverses causes possibles ont été suggérées, y compris le crash de l'un de ses avions sur la plate-forme de vol, provoquant un feu accidentel à partir des réservoirs d'essence présents sur le pont. Une grande partie des événements ne sera jamais élucidé. 
Les États-Unis ont reproché les mauvaises procédures de manutention de l'essence effectués par la Royal Navy et les Britanniques une mauvaise conception de l'arrimage et de la manutention. Par la suite, les réservoirs de ses navires-jumeaux ont été réduits de 75 000 à 88 000 gallons à environ 36 000 gallons, réduisant leur autonomie.
Le gouvernement britannique de l'époque, soucieux du moral des troupes et anxieux d'accuser les États-Unis de construction défectueuse, a tenté de dissimuler le naufrage. Les médias locaux ont été invités à ne faire aucune référence sur la tragédie et les autorités ont enterré les morts anonymement. Des proches furieux protestèrent et certains dépouilles furent renvoyées à leurs familles. Les autorités ont ordonné aux survivants de ne pas parler de ce qui s'était passé, cette politique essuya beaucoup de critiques. Aujourd'hui, deux mémoriaux rappelant cette tragédie existent à Ardrossan et à Brodick sur l'île d'Aran, deux petites villes écossaises non loin du lieu du naufrage. Le site de l'épave se trouve à une profondeur d'environ 124 mètres, sur la route maritime Caledonian MacBrayne entre Ardrossan et Brodick, le site est contrôlé sous la loi de 1986 sur la protection des affaires militaires (Protection of Military Remains Act 1986 (en)).
Des morceaux de planches de teck du Dasher, creusés par le Teredo navalis un mollusque marin, ont été retrouvés sur la plage d'Ardrossan en 1999. Une partie de ces planches figurent dans l'exposition Flotsam and Jetsam dans le Dôme du Millénaire à Londres et une autre pièce est exposée par le North Ayrshire Heritage Centre à Saltcoats en Écosse.
On a spéculé qu'un cadavre du naufrage était le cadavre utilisé en avril 1943 lors de l'opération Mincemeat (L'Homme qui n'a jamais existé), une opération de tromperie britannique en Méditerranée en 1943 pour cacher aux Allemands le futur débarquement allié en Sicile. L'hypothèse est soutenue par les auteurs John et Noreen Steele dans leur livre The Secrets of HMS Dasher.
En 2000, une plaque commémorative est déposée sur le pont d'envol par une équipe de plongeurs, en mémoire des 379 hommes qui ont péri dans le naufrage.
Une fouille archéologique a été menée en octobre 2012 pour déterminer s'il y avait une fosse commune dans le cimetière d'Ardrossan contenant les corps des hommes du HMS Dasher. Cette recherche n'a rien donné.

## Commandement
- Vice admiral Richard Bell Davies du 24 février 1942 au 11 août 1942.
- Commander Charles Nugent Lentaigne du 11 août 1942 au 10 mars 1943.
- Captain Lennox Albert Knox Boswell du 10 mars 1943 au 27 mars 1943.